# Clan Broun
Le clan Broun, également connu sous le nom de Clan Brown , est un clan écossais.

## Histoire
La forme la plus habituelle du nom de famille Broun est Brown. C'est un nom extrêmement courant et fait généralement référence à la coloration. L'historien Black affirme que les Brown sont d'origine celtique et pourraient avoir été nommés d'après leur descendance de juges indigènes, connus sous le nom de brehons. Le site des Broun of Colstoun & Thorniedykes fait référence au chevalier Walterus Le Brun qui serait venu de France avec des guerriers en 1073 pour aider le roi d'Écosse Malcolm III Canmore à lutter contre Guillaume le Conquérant.
Le nom des basses terres écossaises de Brown a pris de l'importance au début du XIIe siècle dans l'East Lothian. Sir David Le Brun fut témoin de la pose des fondations de Holyrood Abbey, en 1128. Il avait donné des terres à l'abbaye en échange de prières dites pour la santé de son fils.
Le premier propriétaire d'un titre authentique est David Broun, décrit comme miles dominus de Cumbercollstoun qui fait un don de terres, en 1270, à l'église d'Holyrood d'Édimbourg pour les âmes d'Alexandre II et de son fils. Le don est confirmé par Alexandre III, le 25 janvier 1272.
La famille principale, les Broun de Colstoun, jouissait d'une faveur royale considérable, peut-être en raison de leur prétendue descendance de la maison royale de France. Les armes du chef du clan portent même les trois lys d'or de France. La famille s'est unie avec d'autres familles nobles comme celle des chefs du clan Hay.
Pendant la guerre civile, Sir John Brown de Fordell commanda l'armée royaliste à la bataille d'Inverkeithing en 1651. Comme l'a écrit Robert Riddle Stodart, bien que le blason des Brown de Fordell soit semblable à celui des Broun/Brown de Colstoun, il n'a été prouvé qu'il y ait une origine commune aux deux familles.
Patrick Broun de Colstoun fut créé baronnet de la Nouvelle-Écosse en 1686.

## Profil du clan
- Chef de clan : Sir Wayne Broun de Colstoun, 14e baronnet de Colstoun , chef du nom et des armes des Broun
  - Armes du chef : De gueules au chevron entre trois fleurs de lys d'or
  - Crête du chef : Un lion rampant, tenant dans la patte dextre une fleur de lys d'or
  - Devise du chef : Floreat majestas (que la majesté s'épanouisse)
- Tartans : Clan Broun de Colstoun, Clan Brown de Castledean[3], Montre militaire du clan Brown, Montre habillée du clan Brown.

## Châteaux
Les sièges du clan Broun comprennent : Bruntsfield House et le Carsluith Castle.

## Généalogie des Broun de Colstoun
- David Broun of Cumber-Colstoune, marié à Margaret Broun of Colstoun
  - David Broun of Cumber-Colstoun
    - John of Cumber-Colstoun
      - William Broun of Cumber-Colstoun
        - John Broun of Cumber-Colstoun, 9e Laird en 1506, marié à Helen Hepburn, fille du Laird de Waughton, il participe à la bataille de Flodden Field
          - Patrick Broun of Cumber-Colstoun, mort à la bataille de Flodden Field (1513),
          - George Broun of Colstoun ( -1519), 10e Laird en 1514, marié avec Marion Hay (-juillet 1563 ), fille de John, 2e Lord Hay de Yester
            - George Broun of Colstoun (vers 1516-janvier 1568), marié avec Janet Hoppringle. Le 20 mars 1548, Marie de Guise, régente d'Écosse, donne une charte incorporant toutes les terres dans une seule baronnie libre avec tous les droits de haute et basse justice
              - Patrick Broun of Colstoun (†17 octobre 1603), 13e Laird, marié en 1574 avec Elizabeth Ramsay, fille de Sir George Ramsay of Dalhousie. Il participe à la bataille de Langside en mai 1568 du côté de Marie Stuart. Il se rend au régent Moray en août 1568 et obtient des lettres de rémission du roi Jacques VI après l'avis du régent comte de Morton. Le 30 juin 1574 il remet ses terres de Colstoun à la Couronne et obtient une charte les lui remettant le 20 juillet 1574. Il représente les baronnies de Haddington au parlement écossais, en 1593. Il est membre du jury au procès de Francis Stewart, 5e comte de Bothwell
                - George Broun of Colstoun (Colstoun, 1569-1646), 14e Laird, marié en 1588 avec Euphemia Hoppringle of that Ilk and Torsonce (1575-1649)
                  - James Broun of Colstoun (Edimbourg, 1600, Colstoun, 1668), 15e Laird of Colstoun, marié en 1625 avec Anna Heriot of Traubroun (1595-1669). Il fait partie du Comité de Guerre entre 1644 et 1647. En 1648, il remet ses terres à son fils George
                    - Alexander Broun of Colstoun (1625- ), marié avec Alison Turnbull (1639- ), Lady Kirkland
                    - George Broun of Colstoun and Thornydykes (1628-29 novembre 1657), 16e Laird of Colstoun à l'occasion de son mariage, marié en 1648 avec Margaret Murray of Stanhope (1626- ), fille de David Murray of Stainhope
                    - Sir Patrick Broun of Colstoun (1630-1686), 17e Laird of Colstoun, reconnu en 1568 par Oliver Cromwell, chevalier, baronet de Nova Scotia, 1er baronet de Colstoun, marié en 1678 avec Alison Sinclair of Stevenson (1630-1669), et en secondes noces avec Jean Ramsay of Edington (1628-1704)
                      - Sir George Broun of Colstoun (1665-1718), 18e Laird of Colstoun, 2e baronet de Colstoun, marié en 1692 avec Elisabeth Mackenzie of Tarbat (1670-1718), fille de George Mackenzie of Tarbat, (1630-1714), 1er comte de Cromartie, vicomte de Tarbat, baronet de Nova Scotia[4]
                      - Robert Broun of Colstoun and Newhall (1667-5 mai 1703), il a étudié à l'université de Leyde. Il s'est marié en 1688 avec Margaret Bannatyne (Ballantine) of Newhall, Lady Newhall (1672-1733), fille de James Bannatyne et de Lilias Broun. En 1689, il est capitaine du régiment d'Haddingtonshire. Quand les affaires de Sir George Broun deviennent désespérées, Robert Broun vend son domaine de Newhall à l'exception de deux fermes et rachète le domaine de Colstoune en 1699 pour 140 000 Merks, permettant à Sir George Broun de payer l'intégralité de ses dettes et devenant le 19e Laird. Revenant du parlement écossais, il meurt avec ses deux fils, Patrick et George, noyés dans la rivière de Colstoun après le renversement de son carrosse
                        - Jean Broun of Colstoun, Lady Colstoun (1688-1751), mariée en 1705 avec son cousin Charles Broun of Cleghornie, Laird of Cleghornie. Margaret Barrantyne se remarie la même année avec le Révérend Matthew Reid
                          - George Broun of Colstoun and Cleghornie (1712-Colstoun, 6 novembre 1776), dit Lord Colstoun en 1756, avocat, juge à la Cour suprême, marié en 1737 avec Elisabeth Horn Dalrymple of Drunmore, fille d'Hugh Dalrymple of North Berwick[5]
                            - Charles Broun of Colstoun and Clerghornie (1760-1804), 22e Laird, avocat, sheriff d'Haddington, marié en 1783 avec Christian Mac Dougal of Logan
                              - Christian Broun (1786-1839), mariée en 1835 avec George Ramsay (1770-1838), 9e comte de Dalhousie, gouverneur du Canada
                                - James Broun-Ramsay, marquis de Dalhousie, marié avec Lady Susan Georgina Hay, fille du marquis de Tweedale

                            - Anne Broun (†1768) mariée en 1763 avec Sir David Dalrymple (1726-1792, 3e baronet de Hailes, Lord Hailes

                  - George Broun of Thornydykes (1601- ), marié 1633 avec Marion Turnbull (1611- )
                    - George Broun (1631- )
                      - Alexander Broun in Hume Castle, marié à Margaret Broun
                        - James Broun, marié avec Alison Brodie
                          - Révérend Richard Broun (1730-13 décembre 1781), 6e baronet de Colstoun, ministre de Kingarth puis de Lochmaben, marié en 1765 avec Robina MacBryde
                            - Sir James Broun of Coalston Park (20 mars 1768-30 novembre 1844), 7e baronet de Colstoun, marié en premières noces en 1798 avec Marion Henderson ; en secondes noces en 1835 avec Janet Watson
                              - Sir Richard Broun (22 avril 1801-10 décembre 1858), 8e baronet de Colstoun, chevalier commandeur de l'ordre de Saint-Jean de Jérusalem, secrétaire de la Langue anglaise, et aussi du Comité des Baronets for Privileges. Aussi secrétaire de la Central Agricultural Society, célibataire
                              - Sir William Broun (juillet 1804-10 juin 1882), 9e baronet de Colstoun, marié avec Elizabeth Smith
                                - Sir William Broun (Dumfries, 1848–Manly, Australie, 1918), 10e baronet de Colstoun, marie en 1871 avec Alice Jane Peters
                                  - Sir James Lionel Broun (1875–1962), 11e baronet de Colstoun
                                    - Sir Lionel John Law Broun (1927-1995), 12e baronet de Colstoun

                                  - William Arthur Broun (1876-1925), marié à Mary Victoria MacIntyre (1892- )
                                    - Sir Windsor Broun (1917-2007), 13e baronnet of Colstoun, marié en 1951 avec D'Hirie King (1923- )
                                    - Hulance Haddington Broun, marié avec Joy Maud Stack
                                      - Sir Wayne Hercules Broun (1952- ), 14e baronet de Colstoun

                                  - Reginald Augustus Broun (1878- ), marié en 1910 avec Alice Maud

                          - William Broun of Newmains (6 juillet 1769-27 juin 1831), marié avec Nancy Mainguy

                    - Alexander Broun of Bassendean (1647- ), marié en premières noces avec Mary Bruce, et en secondes noces avec Catharine Broun
                      - Sir George Broun of Thornydykes (1679-15 août 1732), 3e baronet de Colstoun, marié en 1706 avec Janet Spottiswoode
                      - Sir Alexander Broun of Bassendean (mort en 1750), 4e baronet de Colstoun, marié avec Beatrix Swinton
                        - Sir Alexander Broun of Bridgeness (mort en 1775), 5e baronet de Colstoun, marié en 1755 avec Mally Colquhoun

              - Henry Broun

## De l'Écosse au Danemark, en Australie et en France
Une branche du clan Brown s'est établie au Danemark après la mort de William Brown (de Colstoun),  à la bataille de Culloden, 16 avril 1746. John Brown (1723–1803), William Brown (1729-1796) et leur frère David Brown (1734-1804) arrivent au Danemark en octobre 1746, mai 1749 et 1753. À son arrivée, John Brown s'est associé comme clerc avec Nicholas Fenwick, un anglais faisant du commerce installé à Helsingor mais qui meurt en 1747. John Brown s'installe à Copenhague en 1750 ou il ouvre son commerce avec Carl Friedrich Godenius. Il devient citoyen danois en 1755. Il fonde avec son frère cadet la société de commerce maritime John & David Brown en 1759. En même temps, John Brown est devenu un actionnaire important de la Compagnie danoise (en danois, Det Kongelige Octroyerede Danske Asiatiske Kompagni). John Brown a fait partie des directeurs de la Compagnie danoise. Il s'est marié en 1756 avec Anna Appleby (1738-1798) dont il a eu  Anna Margaretha Nancy (née en 1758), William (1759-1788), Peter (né en 1760), John (né en 1762), Louise Elizabeth (née en 1763), David (né en 1764), James (né en 1767) and David Alexander (né en 1769). Son frère, David Brown a été gouverneur de l'Inde danoise à Tranquebar entre 1775 et 1779. En 1781, William Brown a acheté un chantier naval près de Christianskirken (commune de Fredericia). John Brown et son fils William ont fondé la société John and William Brown and Co, en 1782. Ils ont possédé jusqu'à 17 navires en 1787 avant de supprimer la compagnie l'année suivante. 
David Brown s'était marié en 1762 avec Anna Fenwick (1741-1779) dont il a eu  William (né en 1763), Margaretha Elizabeth (Betsy) (1765-1838), Nicolas (né en 1766), Amelia Louise (née en 1767), John Lewis (né en 1769), Melior Anna (née en 1772), David (né en 1774) et Mathaeus (né en 1776). En 1782, Margaretha Elizabeth (Betsy) s'est mariée avec son cousin William (1759-1788) qui ont eu Anne Margaretha (Nancy) (née en 1783), Louise Elizabeth (née en 1785), and John William (1787-1860). Après la mort brutale de William, Margaretha Elizabeth (Betsy) se remarie en 1792 avec le capitaine Andreas Alexander Berner d'Helsingor (mort en 1825) avec qui elle a eu trois enfants. Son fils John William (1787-1860) s'est marié en 1823 à Calcutta avec Charlotte Dowling (1803-1884). Après avoir quitté l'Inde en 1827 pour revenir au Danemark, ils ont quitté le Danemark pour s'établir en Australie avec leurs 10 enfants en 1837. De son côté, John Lewis Brown (de Colstoun) (1769-1851) a été un producteur de vin dans le Bordelais et grand-père du peintre John-Lewis Brown. Thomas Brown de Colstoun (1809-1894), un autre fils, a été président du tribunal d'appel d'Alger, un de ses fils, Louis-Henri Brown de Colstoun a été vice-amiral, préfet maritime de Toulon puis chef d'état-major de la marine française.